# Siegfriedklasse

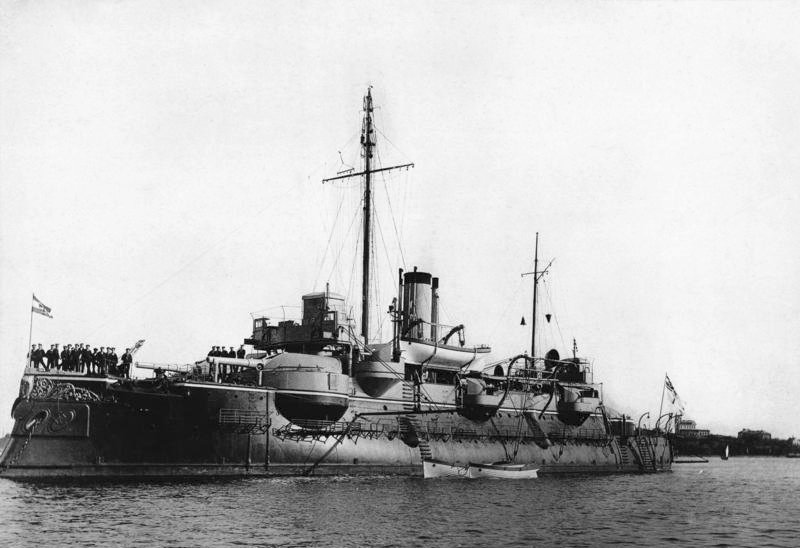
SMS Beowulf

De Siegfriedklasse was een groep van acht kustpantserschepen gebouwd door de Duitse Kaiserliche Marine in het eind van de 19e eeuw. De schepen waren bedoeld om de Duitse kust te beschermen tegen marineaanvallen. De klasse bestond uit het schip SMS Siegfried en de zusterschepen SMS Beowulf, SMS Frithjof, SMS Heimdall, SMS Hildebrand en SMS Hagen. Alle schepen werden vernoemd naar Noorse mythologische figuren.
De Siegfriedklasseschepen werden achterhaald bij het uitbreken van de Eerste Wereldoorlog en werden slechts beperkt inzetbaar voor hun beoogde rol voordat ze werden teruggetrokken uit actieve dienst. De schepen vervulden vervolgens een secundaire rol als onder andere doelschepen en ijsbreker. Alle zes de schepen werden doorgehaald in het marineregister op 17 juni 1919, daags vóór het Verdrag van Versailles werd ondertekend. Vijf van de schepen werden onmiddellijk daarna verkocht voor de sloop. De SMS Frithjof werd echter gekocht door een rederij en omgebouwd tot vrachtschip. Ze diende in die hoedanigheid totdat ook zij werd gesloopt in 1930.